# Eriospermum porphyrovalve
Eriospermum porphyrovalve är en sparrisväxtart som beskrevs av John Gilbert Baker. Eriospermum porphyrovalve ingår i släktet Eriospermum och familjen sparrisväxter. Inga underarter finns listade i Catalogue of Life.